# Al-Tirimmah ibn Hakim al-Ta'i
Al-Ṭirimmāḥ ibn Ḥakīm al-Ṭaʾī (in arabo ﺍﻟﻄﺮﻣﺎﺡ ﺑﻦ ﺣﻜﻴﻢ ﺍﻟطيء‎?; Sham, 660 – Kufa, 743 ca) è stato un poeta arabo.

## Biografia
Nacque in Siria dal ramo dei Thuʾal, della tribù dei Banū Ṭayyʾ.
Trasferitosi nel nuovo misr di Kufa, si interessò delle posizioni dottrinarie dei kharigiti, condividendone infine il pensiero, tanto da essere annoverato tra i loro migliori poeti.
Strinse amicizia con al-Kumayt, anch'egli kharigita, mentre fu in vivace contrasto con al-Farazdaq, tanto da indirizzargli uno sferzante hijāʾ (poema satirico, in cui sovente non mancano espliciti insulti).
A lungo difensore di Yazid ibn al-Muhallab e del kharigita Shawdhab, dopo la loro caduta (720-721), si offrì al servizio del nuovo governatore, abbandonando gli ideali della sua giovinezza.
Il suo frammentario dīwān è stato studiato da Fritz Krenkow, che ricorda la sua particolare versatilità e ricercatezza in campo lessicografo.